# Hybognathus
Hybognathus és un gènere de peixos de la família dels ciprínids i de l'ordre dels cipriniformes.

## Taxonomia
- Hybognathus amarus (Girard, 1856)
- Hybognathus argyritis (Girard, 1856)
- Hybognathus hankinsoni (Hubbs a Jordan, 1929)
- Hybognathus hayi (Jordan, 1885)
- Hybognathus nuchalis (Agassiz, 1855)
- Hybognathus placitus (Girard, 1856)
- Hybognathus regius (Girard, 1856)[2][3][4][5][6]